# Galen Rupp
Galen Rupp (Portland, 8 de mayo de 1986) es un corredor de larga distancia estadounidense y doble medallista olímpico (de plata en 10,00 m Londres 2012 y bronce en Maratón Río 2016). Rupp compitió por la Universidad de Oregón, entrenó bajo la tutela de Alberto Salazar como miembro del Nike Oregon Project. Fue miembro del equipo olímpico de Estados Unidos en 2008,2012,2016 y 2020. Tiene un registro de 12.58 en 5000 m, rompiendo en los Trials Americanos de 2012 el récord de Steve Prefontaine en 5000 m, que llevaba 40 años vigente.
Rupp fue poseedor del récord estadounidense en 10.000 m con un tiempo de 26:44.36, y en siguen sus récords vigentes en los interiores 3000 m, 2 millas y 5000 m con tiempos de 7: 30.16, 8: 07.41 y 12: 58,90, respectivamente. Es el mejor corredor no africano del mundo y el mejor corredor americano de todos los tiempos debido a su palmares.
Ha ganado los Trials de Marathon rumbo a los juegos olímpicos de Río 2016, siendo debutante con una marca de 2 h 11 min . Su ritmo fue monitoreado por el Nike Oregon Project, el cual estimó que ganó la prueba utilizando el 65% de su capacidad. 
Recientemente ganó la medalla de bronce en los Juegos Olímpicos de Río 2016 en Marathon, con un tiempo de 2 h 10 min, siendo también 5.º lugar en los 10.000 m una semana antes. 
Es un gran candidato a correr el Marathon en menos de 2:01h . 
Ganador del Maratón de Chicago 2017.
8avo Lugar en los juegos olímpicos de Tokyo 2020+1.